# ジン (ガンダムシリーズ)
ジン (GINN) は、「ガンダムシリーズ」のうちのコズミック・イラ (C.E.) 年代を描いた「ガンダムSEEDシリーズ」に登場する架空の兵器。シリーズ第1作であるテレビアニメ『機動戦士ガンダムSEED』から、アニメ、漫画を問わずさまざまな媒体で登場している。作中勢力のひとつである「プラント」の軍事組織「ザフト」の主力量産型MSで、C.E.のMS全体としては初期のモデルに位置づけられる。初期モデルとはいえ、敵勢力である地球連合軍のモビルアーマー (MA) や宇宙艦艇に対して圧倒的な戦力的優位性をもち、連合軍は自軍製のMSを開発するまで劣勢を強いられた。外見上の特徴として、『機動戦士ガンダム』に登場するザクIIなどのジオン公国軍系MSに似た単眼（モノアイ）式の頭部メインカメラをもつほか、後頭部のトサカ型アンテナや背部の翼型スラスターといった独自の特徴も併せ持つ。これらの特徴は、作中に登場するザフト系MSの多くに見られる。
当記事では、各媒体も登場するバリエーション機たちの解説も記述する。

## 設定・デザイン
メカデザイナーの大河原邦男によって複数のアイデアラフが提出されたあと、『機動戦士ガンダムSEED』の監督である福田己津央の発注を通して完成した。原案となったラフの段階で肩部装甲とされていたパーツは翼状のバックパックに差し替えられており、指示書きにおいて頭部のトサカ状パーツは烏帽子がモチーフであることが言及されている。

## 設定解説
ザフトの初代制式主力機にして、世界初の汎用量産型MS。その源流となるのはファーストコーディネイターであるジョージ・グレンの木星探査船「ツィオルコフスキー」に搭載された外骨格・補助動力装備型の宇宙服である。その後、不整地でも移動可能な二足の脚部と、運搬用のアームを持つ作業用機械としてフォークリフトに類似した「パワーローダー」が開発される。プラントの技術陣では、これを前身として、多種多様な武器をもつ手とさまざまな足場に対応できる脚を有しつつ、「戦艦に匹敵する火力」「戦車に匹敵する装甲」「戦闘機に匹敵する機動性」を兼ね備えた機動兵器としてモビルスーツの開発をスタートさせる。
C.E.65年にMS試作1号機がロールアウトしたあと、C.E.67年に実用量産モデルとしてジンの初期型であるYMF-01Bプロトジンが完成。その後、プラント・マイウス市の一部を極秘裏に改造し、MSの生産体制を構築。ジンはより戦闘力を高めた制式量産機として完成する。
C.E.69年に存在が明かされたZGMF-1017ジンはハインライン局によって開発された機体であり、地球に比べてプラントの人的資源は少ないため、サバイバビリティを考慮して一人乗りの機体としている。初期のMSであるゆえにおもな仮想敵はMAであり、戦力比にして地球連合軍の主力MAであるメビウスと1:3、または1:5という優位性を誇る。
一方で、MSの構造は既存技術を固めたものであり、機械的に解析や構造を模倣する事はさほど困難ではない。これは制式機であるジンにおいても同様で、オーブ連合首長国ではそのままコピー機を作ることすら可能であった。ただし、その操縦系統は高度な反射神経・運動能力・判断力・認識力が必要とされ、扱いの難しいOSによってコーディネイターにしか操縦できないという図式を形成する事で、戦争序盤においては優位性を勝ち得ていた。

### 機体構造
頭部
ジンより導入されたトサカ状の頭部センサーは多数のレーダーやセンサーが内蔵されており、標準でLLLTV（低光量テレビ）も有する。これによってパイロットは戦場の情報をリアルタイムで把握可能としている。
これはC.E.70年から71年のザフト機において多く搭載されたシステムであるが、C.E.73年のザクウォーリアにおいてはニュートロンジャマー下の有視界戦闘においてカメラアイによる視界性を重視し、撤廃されている。
胸部
両肩部に補助センサーを有するが、プロトジンと比較し小型化されている。
フレーム
骨格構造こそ有するものの、パワーローダーから直接的な進化を遂げた機体であるために、後続の連合製GATシリーズのように本格的なフレーム構造は持たない。また、脚部等の末端部が破壊された際は関節ごと切り離されダメージコントロール可能としている。
ハードポイント
機体サイドスカートや脚部にはハードポイントも設置されており、マニピュレーターとともに各種装備を換装する事で各戦闘に対応する事も可能としている。
ウイングバインダー
バックパックで、ジンの主推進器もここに有する。出力を高めた新型バックパックによってジンは宇宙・地上双方で高い機動性を発揮。出撃時には母艦と充電・リアルタイムの情報通信を兼ねたケーブルで接続される。

### 武装
MA-M3 重斬刀
ローラシア級の外装技術を転用した、超硬度の刃を持つ剣。マティウス・アーセナリー社の持つ優れた分子加工技術によって高い切断能力を誇る。対ビームサーベルには無力に等しいが、切り開いたり、楔のように打ち込むなどの実剣にしか出来ない利用法もあり、ストライクのアーマーシュナイダー採用にも影響を与えた。同時にソードストライクの対艦刀にも影響を与え、MS用対艦刀のベースとなった装備である。『機動戦士ガンダムSEED』アニメーション作中では第1話でメビウスを両断、第48話でストライクダガーを両断した。
MMI-M8A3 76mm重突撃機銃
76ミリ弾を高速連射する事が可能なアサルトライフル。ジンの高機動性を生かすため標準装備となっている。弾丸は高初速徹甲弾を使用。精密射撃用のセミオートと連射用のフルオートを切り替え可能で、中距離戦に適した装備。
オペレーション・スピットブレイクでは本器の予備マガジンと思しきものを右腰部アーマーにマウントしているジンが見られた。
M66キャニス 短距離誘導弾発射筒
要塞攻略用装備、通称「D（DESTRUC-TION、破壊）装備」に分類されるミサイルランチャー。Canis とはラテン語で「イヌ」の意。
大小2×2発のミサイルを備えた発射器を片手で保持するもので多くは両腕一対で運用される。後年の外伝漫画『DESTINY ASTRAY』ではザクファントムが装備する姿も見られた。
M68パルデュス 3連装短距離誘導弾発射筒
ジンの脚部外側にある円形状ハードポイントに装着される3連装ミサイルポッド。Pardus とはラテン語で「ヒョウ」の意。
D装備に分類される兵装の一つで、ジン本体のレーダーと連動しある程度の誘導性を持つ。
作中未登場ではあるが、本装備の手持ち用アタッチメントも存在するとされる。
M69バルルス改 特火重粒子砲
ザフト側の初期ビーム火器。Barrus とはラテン語で「ゾウ」の意。
対要塞用の装備に位置付けられる。連合側のG兵器などのビームライフルよりも先行して開発された兵装で、エネルギー供給は銃尻に設置されたカートリッジから行われる。その長大さに反して出力は低く、対ビームコーティングを施したシールド類で充分防御可能。
M68キャットゥス 500mm無反動砲
対艦戦用の火砲。Cattus とはラテン語で「ネコ」の意。
弾頭は着脱式ボックスマガジンで供給されるため、任意で弾種変更が可能。50センチ口径のAPSVを発射するとした資料、魚雷の発射を可能とした資料が見られる。また、この装備をバズーカと記述した資料もみられる。
ジン以外としては、『SEED』ではヤキン・ドゥーエ防衛軍のシグー、戸田康成の漫画『SEED ASTRAY R』では地上部隊のディン、『SEED ASTRAY B』などではオーブ製のアストレイ ブルーフレームも扱っていた。主兵装がビーム系火器へと移った後年の『SEED DESTINY』でも健在で、オペレーション・ラグナロクではグフイグナイテッド、メサイア攻防戦では2門所持するザクファントムの姿なども見られ、千葉智宏の小説版『DESTINY ASTRAY』ではザクウォーリアが腰部背面にマウントして運用する例もあった。
115mmレールガン シヴァ
後にデュエル・アサルトシュラウドに装備されていたものであるが、元はジンの装備として一部部隊に搬入されていた。ただし、後続のビーム兵器導入から制式採用には至っていない。
スナイパーライフル
ジン長距離強行偵察複座型が装備している物と同一。
その他
M8A3用弾槽（3個をまとめて所持）、兵器ではないが兵士を曳航したケーブルの運用姿なども見られた。
| 装備構成一覧                                            | 装備構成一覧 |
| 登場エピソード                                          | 武装名 |
| ------------------------------------------------------- | --- |
| アニメ「ガンダムSEED」第1話 アニメ「ガンダムSEED」第2話 | MA-M3 重斬刀×1 MMI-M8A3 76mm重突撃機銃×1                                                                         |
| アニメ『ガンダムSEED』リマスター第33話                  | MA-M3 重斬刀×2 M68キャットゥス 500mm無反動砲 ×1 MMI-M8A3 76mm重突撃機銃×1                                        |
| 漫画『機動戦士ガンダムSEED Re:』第1巻                   | MMI-M8A3 76mm重突撃機銃×2                                                                                        |
| アニメ『ガンダムSEED』第35話                            | MMI-M8A3 76mm重突撃機銃×1                                                                                        |
| アニメ『ガンダムSEED』第3話                             | M69バルルス改 特火重粒子砲×1                                                                                     |
| アニメ『ガンダムSEED』第35話                            | M66キャニス 短距離誘導弾発射筒×1 MMI-M8A3 76mm重突撃機銃×1                                                       |
| アニメ『ガンダムSEED』第3話                             | M66キャニス 短距離誘導弾発射筒×1                                                                                 |
| 漫画『機動戦士ガンダムSEED Re:』第1巻                   | M68キャットゥス 500mm無反動砲 MMI-M8A3 76mm重突撃機銃                                                            |
| 漫画『機動戦士ガンダムSEED Re:』第1巻                   | M66キャニス 短距離誘導弾発射筒 MMI-M8A3 76mm重突撃機銃                                                           |
| アニメ『ガンダムSEED』第35話                            | MA-M3 重斬刀×1 MMI-M8A3 76mm重突撃機銃×1 M68パルデュス 3連装短距離誘導弾発射筒 ×2                                |
| アニメ『ガンダムSEED』第35話                            | M68キャットゥス 500mm無反動砲×2                                                                                  |
| アニメ『ガンダムSEED』リマスター第33話                  | M68キャットゥス 500mm無反動砲 ×1                                                                                 |
| アニメ『ガンダムSEED』リマスター第33話                  | スナイパーライフル×1 MMI-M8A3 76mm重突撃機銃×1 MA-M3 重斬刀×1                                                    |
| アニメ『ガンダムSEED』第35話                            | M69バルルス改 特火重粒子砲×1 M68パルデュス 3連装短距離誘導弾発射筒×2                                             |
| アニメ『ガンダムSEED』リマスター第33話                  | MA-M3 重斬刀×1 MMI-M8A3 76mm重突撃機銃×1 M68パルデュス 3連装短距離誘導弾発射筒×2 M68キャットゥス 500mm無反動砲×1 |

### 特殊装備
モビルスーツ支援空中機動飛翔体「グゥル」
強襲用屍衣「アサルトシュラウド」
ミーティア改
フェイズシフト装甲
後期のジンにはフェイズシフト装甲を導入した試験型モデルも存在する。

### 劇中での活躍
その機動性と汎用性から、C.E.70年当時の地球連合軍の主力MAメビウスとの戦力比は1：3～1：5とされ、物量で圧倒的に劣るプラントと地球連合軍との戦局を対等までに持ち込んだのはMSの存在が大きいとされる。実際、劇中でもメビウスやミストラルを相手に圧倒的な戦い振りを見せている。
大戦中期に物理的な衝撃をほぼ無効化するフェイズシフト装甲を採用したG兵器が登場し、程無くしてMSを一撃で撃破可能なビーム兵装を標準装備したストライクダガーが大量投入され始めた事でミリタリーバランスは一変して逆転。対抗すべく大戦末期にビーム兵装を中心としたゲイツが新主力機として開発されたため急速に旧式化が進んでいったが、ミーティア改が製造された一時期にはPS装甲を外付けで組み合わせたり、ビーム兵器を持たせるなどの延命策が実行され、最新鋭機に匹敵する戦略兵器へと急変した機体も存在したが、制式な量産ないし計画には至らなかった。
続編の『機動戦士ガンダムSEED DESTINY』においては、ブルーコスモス系ゲリラ「聖なる大地」の掃討に出動している。しかし、ゲイツRのみならずザクウォーリアなど次世代モデルの普及が加速度的に進んでいた状況に押され、ザフト地上基地で物資の運搬作業に用いられる姿が度々見られたり、総力戦や大隊の中で散見する程度となっていき物語後半では姿を消していった。
C.E.75年を舞台とする劇場版『機動戦士ガンダムSEED FREEDOM』ではオルドリン自治区に配備されているほかディンと共に無人機に改造された機体がブラックナイトスコードの火力を補う為の随伴機として登場する。
T.M.Revolutionの楽曲『Zips』のミュージック・ビデオではCGアニメーションで描かれた本機が登場している。

### ジン専用機・パーソナルカスタム機

#### クルーゼ専用ジン
漫画作品『機動戦士ガンダムSEED Re:』に登場。ザフトのラウ・ル・クルーゼが搭乗するカスタムジン。アニメ本篇を主とする正史とは異なりシグーを受領していないままクルーゼ隊結成に至っている設定になっており、オペレーション・ウロボロス当時からの愛機で全身の白い塗装、左胸部にペイントされた戦艦とモビルアーマーの撃墜数マーク、左肩部のザフトロゴなどが特徴。武装は通常通り。この戦闘ではムウ・ラ・フラガ駆るメビウス・ゼロと五分五分の損傷を負ったが、直後にニュートロンジャマーの大気圏突入が始まったことで作戦目的が達せられたため、そのまま決着となった。
G奪取作戦では右腕に無反動砲、左腕に重突撃機銃を持ち、左腰に重斬刀×1をマウント、背部スラスターの表面に独自のオプション（ブースターかバッテリー）が増設された姿で運用されるも、アニメ版とほぼ同じ展開でメビウス・ゼロとの交戦を経てストライクからのアグニに被弾し右腕を失った後、オプションをパージして撤退した。

#### ミゲル専用ジン
『SEED』第3期エンディング（第40 - 最終話）、HDリマスター第1期オープニング&第2期エンディング、ときた洸一『SEED ASTRAY』第3巻、ジオラマストーリー『ASTRAY B』、『SEED MSV』アニメMV版、石口十『SEED Re:』第1巻などに登場。ザフトのクルーゼ隊に所属するミゲル・アイマンが搭乗するカスタムジン。
戦争初期にシグーの生産が追い付かなかった事から、ザフトではエースパイロットを中心に量産部品の中から精度の高いパーツを選別しチューンナップを行い、機動性を向上したジンを配備していた。このミゲル・アイマン仕様機もその一機であり、機体カラーはオレンジ色に塗色されている。
また、ミゲル自身の有志で結成された専属チーム「DEFRÖCK」の手で性能も強化されており、スラスター、センサーを強化。ノーマル機と比較して20パーセントのスペック向上を達成している。右肩部には髑髏と骨のパーソナルマーク、左肩部と左脚部には前述のチーム名をDEFRÖCK、DF+の表記でそれぞれペイントしてある。また、ゲーム『機動戦士ガンダムSEED 終わらない明日へ』のMSV編OPムービーにおいては、パーソナルマーク入りのシールドを装備する姿も見られた。
叢雲劾の搭乗するガイズジンとの交戦で中破したことでアニメ第1話では通常仕様のジンに搭乗することになったため、修理を含めその後の扱いがどうなったのかは不詳のまま終わった。石口十の漫画版ではG奪取作戦にこの機体で出撃し、ストライクとの初戦で敗れて喪失した後はジンアサルトに乗り換える。
元々はミゲル役を演じた西川貴教が考案した「モビルジン テスト機カラー」という同色機体のプラモデルが、2003年当時のガンプラの応募者全員プレゼント「ガンダムSEED プラモデルスペシャルキットGETキャンペーン」のキットとして採用されたものだったが、外伝「ASTRAY B」においてミゲル・アイマン専用機とする設定が制定された。服部正臣によれば、ゲーム『機動戦士ガンダムSEED 終わらない明日へ』のOP等に登場するシールドはコンテに描かれていたもので設定画にはないため、『機動戦士ガンダムF91』のダギ・イルスのシールドを大河原邦男デザインだから違和感はないと判断して流用したものである。

#### イライジャ専用ジン / イライジャ専用ジン改
『SEED ASTRAY』に登場する傭兵部隊サーペントテールのイライジャ・キールが搭乗するジンのカスタム機。
機体のカラーリングが青色に塗装され、頭部のトサカがバスターソードに変更されている以外、ノーマルのジンと性能差は無い。バスターソードを使用する際はセンサーを防護するため、頭部が180度回転する。L4にあるスペースコロニー・リティリアの宙域で、脱走兵となったヴェイアの搭乗するヴェイア専用ジンとの交戦において中破した。後に搭乗者を失ったヴェイア専用ジンのパーツを使用してイライジャ専用ジン改に改修された。ヴェイア専用ジンは赤く塗装されており、イライジャ専用ジン改も部分部分が赤くなっている。
『DESTINY ASTRAY』ではカイト・マディガンの攻撃から叢雲劾を救うためにカイトの攻撃の矢面に立ってしまい、修復不可能な程に大破してしまう。その後、イライジャはカイトからジンを壊したお詫びとしてザクファントムを譲り受け、それ以降は搭乗機としていた。

#### ヴェイア専用ジン
ザフトの英雄グゥド・ヴェイア専用にカスタマイズされた機体。両肩に左右非対称の装甲が追加され、基本性能もジンとしては極限まで高められている。イライジャの専用ジンとの死闘の末イライジャの捨て身の攻撃で大破、その後ガイに止めを刺された。破壊された機体のパーツの一部は同じく損傷したイライジャ機に移植された。
本来の設定では機体色以外にノーマル機との外見上の差異は無かったが、小説の挿絵を担当する緒方剛志が描いた絵が前述のような外見であり、『ASTRAY B』において挿絵を参考に模型化したことから、設定変更された（文章も単行本化の際に修正）。

#### ガイ専用ジン / ガイズジン
傭兵部隊サーペントテールのリーダー叢雲劾が、ザフトの補給基地の破壊任務を行った際に使用したジンの改造機。
ブルーフレームを入手する以前の劾は専用機を持たず、任務ごとに必要に応じて機体を調達しており、この機体もまた依頼人に調達させた使い捨ての物である。母艦を危険に晒さず単独で任務を行うために、スラスターや、機体の全長ほどもある燃料満載のプロペラントタンクを追加しており、装甲に意図的に穴を穿ち軽量化する等、機動力、航続距離を重視した改造が加えられている反面、防御力は著しく低い。
M68キャットゥス無反動砲、アーマーシュナイダー、発光弾などを装備するが、これらは対MS戦の格闘用ではなく、あくまでも基地攻撃ないし離脱用に使われるもの。
備考
外伝小説『SEED ASTRAY』第2巻「MISSION 08 本物の傭兵」には、基本的な外見は同一ながら、アーマーシュナイダーのみを装備し、胸部中央のサーペントテール・マークや、軽量化で空けられた穴の形状などに差異が見られる別タイプのガイズジンが登場している。
『スーパーロボット大戦W』では劾の初登場機体であり、彼が自軍参加する際に一緒に入手することが出来る。

#### ウン・ノウ専用ジン
『機動戦士ガンダムSEED ASTRAY R』に登場。廃コロニー「グレイブヤード」に住む技術者集団の末裔、蘊・奥（ウン・ノウ）老人が侵入者を撃退する際に使用する機体。
世界樹攻防戦の時に廃棄されたジンを修理した物で、パーツ不足から損傷した肩アーマーやスラスターカバーなどに応急補修が施されている。蘊・奥自身は凄腕の剣客でもあり、武装もそれに合わせてガーベラストレート（菊一文字）、タイガーピアス（虎徹）の大小2振りのMS用日本刀を装備している。ナチュラルの彼はコーディネイター用MSであるジンの操縦はほとんど出来ず、刀を振り下ろすなど単純動作のみで戦っていた。しかしながら、その技量をもって新型機のゲイツ部隊を圧倒した。

#### ワークスジン
『SEED ASTRAY』に登場。ジャンク屋がジンを作業用MSに改造した機体。背部スラスターは推力よりも小回りに重点を置いたものに換装され、腰部にウィンチを持つ。戦闘は考慮されていないものの、リニアガンを装備する事も可能。
『DESTINY ASTRAY R』においては核動力を搭載した機体が登場している。これは、ニュートロンジャマーのない宇宙辺境で運用するための機体で、通常バッテリー駆動機へ電力供給機として用いる事も出来る。

#### 改造高速戦闘用ジン「テンペスター」（嵐）
『ASTRAY R』に登場するエリサ・アサーニャの専用機。カラーは赤茶色で水色のラインが入る。ジンの原型を残すのは頭部のみで、脚部をスラスター化させ強力な推進力を生かした高い機動性による一撃離脱戦法に特化させている。武装はMMI-M8A3 76mm重突撃機銃のほか、オリジナルとして "El amor y poesia" の文字が彫られたジャベリンを持ち、"pasiôn" と彫られたフィンガーガード＆セレーション（鋸刃）付きのナイフをシース（鞘）に納めて腰部背面にマウントしている。

#### 改造重爆撃用ジン「フエゴ」（火）
『ASTRAY R』に登場するオタークの専用機。カラーはカーキ（砂色）。エリサ機と同じくジンの面影は頭部のみで、MSというよりただの重機を連想させる鈍重な外見であり、バッテリーの電力消費効率も悪い。武装はオリジナルのハンドガンと多数装備する大型ミサイルなどで援護射撃に特化させている。

#### アンスタン専用改造ジン
『ASTRAY R』第3巻に収録されている番外エピソードに登場する宇宙海賊・アンスタンの専用機。カラーは青。専用の角飾りと胸部にスパイク状の突起を配すなど威圧感のある装飾を施し、左腕がクロー付きアンカーになっている。また、腰部背面にはオリジナルの特殊警棒、フォールディングナイフ、揉錐（もみきり）などをVの字型にマウントし、両脚部外側には4連装の小型ミサイル発射筒をM68パルデュスのように装着している。

#### ジン地球連合軍仕様 / ジャン・キャリー専用ジン
『機動戦士ガンダムSEED ASTRAY R』に登場。
地球連合軍が開戦初期に鹵獲したジンを修復したもので、連合軍に所属している数少ないコーディネイターであるジャン・キャリーにこの機体を与え、実戦に投入させる事で戦闘データを収集した。ジャンのジンもそうした機体の1機であり、識別とパイロットがコーディネイターである事による監視を兼ね、白色に塗装されている。

#### マディガン専用ジン
『DESTINY ASTRAY』に登場するカイト・マディガンのジン。左胸部を中心点とする白十字ペイントが施されている
劇中ではほぼジンアサルト状態（マディガン専用ジンアサルト）で一貫運用されており、手持ち武装は後述のリボルバーのみを所持している。ジェス・リブルのボディガードとしてアーモリーワン事変などのMS戦をほぼ無傷で切り抜けたが、ユニウスセブン落下テロ事件の渦中にジャンク屋組合本部のジェネシスαを巡る攻防戦にてテスタメントのコンピュータウイルスに感染し出撃不可能となり役目を終えた。
複合武器
広くマディガン専用機で装備される複合武器。ビーム、実体弾の両方を撃ち分けられるハンドガンユニットに銃剣として対ビームコーティングが施されたアーマーシュナイダーが付いており、射撃、格闘戦、そして対ビームシールド貫通武装として多岐の用途に対応。装弾数6発で、実体弾だけでなくビームのパワー供給にも同形のカートリッジが使用される。中折れ式リボルバーの様なメカニズムを持ち、ビームと実体弾はフレームの上下それぞれに1つずつ、合計2つの銃口があり、切り替える際にフレーム自体が回転し上に来る方が発射される様式を取る模様。使用する機体によっては専用のホルスターを装備し、これにはリボルバー様式のクイックローダーに収まった形で予備の弾も収納できる。

#### ジン タイプ インサージェント
『STARGAZER』に登場。インサージェントとは「反乱者、暴徒」の意。
ユニウスセブン落下テロ事件発生後、水没した南アメリカ合衆国旧ブラジル地区フォルタレザ市街に現れた機体で、左胸にマーキングされた「K」の文字が特徴。また、右側頭部、左肩、及び腰アーマー前面に夜間用の投光器（本来、ジンのセンサーシステムには低光量テレビカメラが標準で搭載されているため不要だが、整備技術に劣る組織がその能力を十分に発揮できない為に装備した）を設置しているが、それ以外は通常のジンと変わりは無い。
作中ではM68キャットゥス 500mm無反動砲とM68パルデュス 3連装短距離誘導弾発射筒を装備して登場。都市への攻撃を行い、市民を無差別攻撃する。エドモンド・デュクロ駆るリニアガン・タンクによるリニアガンの近接射撃やヘリからの焼夷弾を受け沈黙。パイロットは3名の幼い少年少女達と判明したが、蒸し焼き状態のコックピット内で全員すでに死亡していた。

## バリエーション

### プロトジン
ザフトがジンのプロトタイプとして開発した史上初の実用MS。別名、プロトタイプジン。（型式番号：YMF-01B）
MSの試作一号機を改良し初の実用機としてC.E.67年に誕生した。名前に「プロト」と付いているが、これはZGMF-1017 ジンが就役した後に区別のため付けられたもので、当初はこの機体YMF-01Bを「ジン」と呼んでいた。単に「練習用ジン」「GINN TRAINER」「旧ジン」と紹介しているメディアもある。
C.E.69年のL5宙域の戦いにて実戦に初投入された後、訓練や研究用に転換された。第1次連合・プラント大戦開戦時には既に実戦用のZGMF-1017が主力となっており、プロトジンは専らパイロット養成用の練習機として運用された。また、民間に払い下げられた機体も多数存在し、多くが作業用重機として運用されている。

### ジン長距離強行偵察複座型
ジンの肩と背中に2つのレドームを装備し、偵察、及び索敵能力を強化した機体。（型式番号：ZGMF-LRR704B）
ジンをベースにセンサー機器を増設し、索敵能力が大幅に向上。航続距離も延長されている。また、精度を上げるためにコックピットは複座型に改修されており、メインパイロットの他に情報収集要員としてサブパイロットが搭乗する構造になっている。
劇中ではラクス・クラインの捜索を命ぜられたユン・ロー隊の機体が登場。同機は命令に基づきユニウスセブン跡に赴いていたが、偶然居合わせたストライクに狙撃され、撃墜されている。
その後もC.E.73年に至るまで、宇宙用偵察用MSとして運用され、地球連合軍の核攻撃隊を発見など貢献している。またコロニー「メンデル」の常時監視用としても登場していた。
スナイパーライフル
長距離狙撃用の装備。機体に搭載された高精度センサーとの連動により更に高い命中精度を実現している。作中では威力は低く、基本的に非戦闘用MAであるミストラル（および運搬物資）に直撃させても破壊できない程度だったため、M8A3重突撃機銃に持ち替えている当該機も見られた。

### ジンオーカー
『SEED MSV』『SEED』『ASTRAY R』『SEED DESTINY』などに登場。砂漠戦用の改修型（型式番号：TMF/S-3）。
背部ウイングバインダー等、ジンに装備された空間戦闘用の各種装備は全て撤去され、新たに専用ガスタービン発動機と追加バッテリーを搭載している。砂埃の多い砂漠の悪条件下に対応すべく各部関節は徹底的な防塵処理が施され、各種カメラ・センサーも専用の物に換装されている。 更にソフトウェア面においても細かな調整が行われ、外見以上にベース機と異なる機体に生まれ変わっている。
独創的な装備として、片脚につき4枚の折り畳み式補助設置プレートを有しており、展開させる事でかんじきのような役割を果たし砂地での走破性を向上させられるようになっている。砲戦用のザウート同様、主にバクゥの後方支援や兵站などを主任務としている。
名称は Ginn Operation Commando Hard Environment Reinforced Type を略したもの。
武装
MMI-XM17 試製37.5mm極超高初速ライフル
精密射撃を容易にするフォールディングストックやスパイラルマガジンが採用された装備。『DESTINY』第17 - 18話のピートリー級およびレセップス級艦上機などが使用していた。
その他
『MSV』でのジンオーガー初出時に立体化を担当した模型師が自作したオリジナルの「重斬斧（重斬撃斧）」が存在する。これはゲームソフト『SDガンダム GジェネレーションSEED』にて登場した。

### ジンフェムウス
『SEED MSV戦記』などに登場。ザフト初の水陸両用MSかつ水中戦試作型。（型式番号：YF-3A）。表記ゆれで「ジンフェムゥス」。
後の水中戦専用MS UMF-4A グーンのベースとなったため「プロトグーン」とも呼ばれる。
名称は Ginn Fighter Experiment Maneuver in Water & Surface を略したもの。武装は両腕の533mm8連装魚雷発射管と、背部の47mm水中用ライフルダーツ発射管。代表的なパイロットはマルコ・モラシムで、珊瑚海海戦では地球連合海軍を寄せつけない性能で圧倒した。
なお、この機体はジンのバリエーションであるが「ジン目」ではなく「グーン目」に分類されている。

### ジンワスプ
『SEED MSV』『SEED』に登場。水圏適合索敵哨戒型として水中環境でも運用可能に改装した機体。（型式番号：UWMF/S-1）
戦闘力はそれほど高くなく、浅度水深部の破壊・哨戒活動に限られる。強化型探哨灯と大型センサーが一体化した頭部とハイドロジェット推進器と照明灯を増設が大きな変更点。
名称は Ginn Water Adapted Search & Patrol Type を略したもの。
MMI-TT04 405ミリ マーク2多目的魚雷4連装ランチャー
メインウェポンだが、フォノンメーザー砲を装備する機体も少数ながら存在するという。

#### ジンワスプ改
『SEED DESTINY』の時代におけるジンワスプのマイナーチェンジ機で、型式表記の1文字だけが異なる。（型式番号：UEMF/S-1）
基本的な構造はほとんど共通だが、水中用探査装置であるロレンツィーニ・センサーを最新型に換装しているので水中での航行力、探査能力が向上している。「PHASE-43 反撃の声」などに登場。

### ジン式典用装飾タイプ
『SEED MSV』『SEED DESTINY』などに登場。式典用の装飾を施した儀仗兵仕様機ではあるが、ノーマルジンと同じ型式番号となっている。
左肩部と左翼メインスラスターにパーツを追加し、全体に樹脂パーツ製の金のエングレーブを模した塗装や装飾が施されている。これらの意匠は、民族として固有の歴史文化を未だ持たないコーディネイターが色彩心理学等を基にコンピュータシミュレーションでデザインしたもの。
おもに、血のバレンタインの追悼式典、ユニウス条約の調印式典、ミネルバの進水式などで配備されていた。
式典用76ミリ重突撃機銃
ボルトアクション式単発ライフルとも記される。銃底素材にはバイオテクノロジーにより短期間で巨木にまで促成栽培された本物の樫材を使用。スリングベルトにも天然の革が用いられているが、こちらは皮膚組織を培養したもので巨大な牛などから採られているわけではない。装填されるのは空包が基本だが、機関部はM8A3重突撃機銃と同一なので実弾運用も可能。前述した調印式典を本機で襲撃したテロリストは特製の特殊徹甲被帽式多段炸薬弾を使用していた。
サーベル（ダミー）
指揮官機のみが帯剣を許される儀礼刀。発泡金属製であり、実戦用ではなくMS用の竹光といった程度の代物。とはいえそれなりの強度はある。

### ジン戦術航空偵察タイプ
『SEED MSV』『SEED』『ASTRAY R』などに登場。偵察用に飛行機能を付与した実験機。カラーは黒・赤。（型式番号：ZGMF/TAR-X1）
重力下での飛行を可能にするためにエアロシェル・システムが導入されており、後のディンの原型になった。ミラージュコロイドの展開機能を持つが、粒子を定着させる磁場が弱いため、展開中は常に静止している必要がある。極少数ながら可倒式レドーム装備型も存在するという。
『SEED』本篇では、オペレーション・スピットブレイクにてブリッジを狙撃されそうになる直前のアークエンジェルに迫るMS群の中に計2機が続けざまで登場するも、どちらもボディ配色が黒・灰になっていた。
JDP3-MMX50 試製近接戦ビーム突撃銃
下部に大型パイルバンカーが装着されたザフト製ビームライフルで、G兵器鹵獲以前の浅い技術で開発された初期モデル。ゆえに実戦に耐える威力に達しておらず目眩まし程度の出力でしか照射できないため、戦闘に際してはM8A3重突撃機銃の携行が通例とされている。

### ジンアサルト
『SEED Re:』『DESTINY ASTRAY』などに登場。通常のジンに追加装備であるアサルトシュラウドを装備した形態。同コンセプトのデュエルでは見られなかった型式表記に違いがあり、ZGMF-1017ASで表されノーマルジンと区別されている。主な搭乗者はカイト・マディガン、他にミゲル・アイマン（漫画版のみ）など。
火力、推力、防御力等が強化されているが、これらは全てアサルトシュラウドによるもので、素体は基本的に通常のジンと変わらない。 胸部、肩部、腕部、腰部前面、脚部、足先、背部メインスラスターに装着するパーツの内、胸のアーマー内には大型グレネード弾が左右の胸にそれぞれ一発仕込まれアーマーを展開して発射、両肩には6砲身の上下可動式ガトリング砲、両腕には小型グレネードが二発づつ、両脚には3発式ミサイルポッドが備えられており、脚、足先、背部等のパーツにはスラスターが備えられている。また、これらのパーツはコックピットからの操作により簡単にパージ可能で、不要時や被弾時には脱ぎ捨てる事も出来る。
シグーの導入以後、ザフトの設計思想が追加装備による性能拡張から新型機の投入へとシフトしたため、生産数は極少数に止まった。
カイト・マディガン機

ミゲル・アイマン機
漫画版『SEED Re:』にてG奪取作戦中にヴェサリウス艦内で予備機のノーマルジンに換装され、再出撃の際にミゲル・アイマンが乗り込む。重斬刀×1を左腰にマウントし重突撃機銃の二丁拳銃というスタイルでソードストライクと交戦するが、マイダスメッサーでアサルトシュラウドを胴体部から切り裂かれた直後に全壊し本体が剥き出しになり、激昂して特攻を仕掛けたところを対艦刀で串刺しにされ撃墜された。

### ジンハイマニューバ
『X ASTRAY』『ASTRAY B』『SEED MSV戦記』『スペシャルエディション 虚空の戦場』などに登場。ザフトではシグーの配備が間に合わなかった事からエースパイロット用にチューンナップ型のジンを配備していたが、これはパーツ寿命を早める事から新たなジンの強化策が必要となった。その後、ザフトにおいては次世代機としてゲイツの導入が決定。その就役までの繋ぎとしてジンに近代化改修を施す延命措置が行われた。それがこのZGMF-1017Mである。宇宙での加速性能、航続距離を向上させるため、後にミーティアのスラスターのプロトタイプになったMMI-M729エンジンをメインスラスターとして搭載し、増設した各部のスラスターで旋回性能を高めている。また高機動化に合わせて加減速や旋回時に各関節部に発生するモーメントも増大しており、各部関節強度も一般型に比べ約30パーセント強化されている。
信頼性と生産性の確保を最優先とし、既に他の機体で性能実証済みの「既存の技術」だけで作られており、特に革新的な機能は持たないが、ノーマルのジンに近い操作性と共用パーツの多さによる整備性の高さから前線から強く支持され、ゲイツが配備された後もこの機体を希望するパイロットが少なくなかった。
JDP2-MMX22 試製27mm機甲突撃銃
MMI-M8A3重突撃機銃をベースに改良したハイマニューバの専用装備。威力を保ちつつ装弾数の増加を実現するため装薬を改良し、銃弾は小口径化されている。銃身下部に重斬刀を装着し、刺突用の銃剣として使用可能になっている。

#### 専用機（ジンハイマニューバ）
ラウ・ル・クルーゼ機
シグー受領後はモノアイ周りにカバーが掛けられヴェサリウスに艦載された。
ミハイル・コースト機
「ドクター」の異名で呼ばれるミハイルの“神の手”を模したパーソナルマークを左肩部にペイントしている。第二次ヤキン・ドゥーエ攻防戦時にはビームサーベルも所持して参戦した。
搭乗者不明機
HGプラモデル商品化を記念したカラーリングコンテストの最優秀作品機（赤・黒カラー）。『SEED MSV戦記』第6話の第二次ヤキン・ドゥーエ攻防戦に登場した。

### ジンハイマニューバ2型
『機動戦士ガンダムSEED DESTINY』に登場。ジンハイマニューバ（ZGMF-1017M）の派生機。
本機は格闘戦を主眼とした機体であり、新型スラスターを搭載し宇宙空間での機動力を強化したM型に対し、このM2型は既存のスラスター群の強化とバーニアの増設によってMSならではの機動性を重視している。この為、加速性能や航続距離などでは先に開発されたM型に劣るが、運動性能ではこちらが凌駕する。更にその機体特性を活かすために、装備類も近接戦闘重視のビームカービンやシールドを採用。トサカ型アンテナの改装による通信機能の強化も図られた。
MMI-M636K ビームカービン
取り回しを重視したショートバレル型のビームライフル。カービンの名の通り標準サイズに比べ貫通力や射程の面では劣るが、近接戦闘に限定すればMS1機を貫くには充分な威力を持つ。銃尾にエネルギーパックが存在するため、機体ジェネレーターに依存せず稼働する。
MA-M92 斬機刀
M2型の装備の中で最も特徴的な日本刀型の実体剣。グレイブヤードのロストテクノロジーが使われている。直剣タイプの従来の重斬刀に比べ斬撃に適しており、パイロットの技量によっては縦に並べた3機のジンを一刀両断すると言う事も可能。重斬刀同様、ビームサーベルと違いエネルギーを消費せず、稼働時間延長にも一役買っている。後に本装備はプラント製のレアメタルで造られた事が明らかになっている。
対ビームシールド
左腕に装備されたシールド。ビーム兵器に対応可能なほか、実体兵器に対しても高い防御力を発揮する。近接戦闘での取り回しを重視し、やや小型に製作されている。
作中での活躍
ユニウスセブンを落下させたテロリストや『DESTINY ASTRAY』でジェネシスαを乗っ取ろうとした脱走兵が使用するなど、古参兵が多いザフト脱走兵も使用する。
ゲイツやザクウォーリアなどの次世代機と比較して本質的に旧式化している事は否めないが、その操作性と近接戦闘能力からパイロット次第ではこれらの機体を上回る戦闘能力を発揮する。特にユニウスセブンを落下させたテロリスト達が搭乗した機体は乗り手の差も相まってジュール隊のゲイツRを圧倒する。

### ジングラディエイター
C.E.72年を舞台とする漫画『機動戦士ガンダムSEED ECLIPSE』に登場。特化装甲・重火力に加え、剣による接近戦を想定した陸戦特化型。機体名は「剣闘士」に由来する。C.E.70年におけるザフト軍地上侵攻作戦において、地球連合軍の物量作戦に苦しめられた現場将兵の要望を受けて開発された。軍事組織「アンティファクティス」にも真紅色の機体が配備されており、同組織に所属するヴァレンティーナ・ビノンがパイロットを務める。
背部バックパックには、ジンハイマニューバ用のMMI-M729の系列機から空間戦用機能を排した2基のエンジンを搭載。脚部に追加されたホバーシステムと組み合わせることで、重量級ながらもブースター装備のバクゥに匹敵する高機動性を発揮する。両肩やフロントスカートの形状にもジンハイマニューバとの共通部分が見受けられることから、エンジン以外の技術も応用されていると推測される。
M67 シーミア電磁リニア砲
バックパックのメインスラスターと一体化した主力射撃武装。高い威力と連射性を両立しており、数種類の砲弾を選択可能な柔軟性をもつ。
抜塞剣「リヒトシュヴェーアト」（ばっさいけん リヒトシュヴェーアト）
切っ先が扇状に広がった大型実体剣。名称は「処刑執行人の剣」に由来する。標準的な重斬刀よりも材質の密度と硬度が高められており、敵陣地の破砕に威力を発揮する。
M68 パルデュス3連装短距離誘導弾発射筒
通常のM68にホバー推進システムを組み合わせた専用装備。使用弾頭は特に変更されていないが、短距離であればレーザーによる誘導射撃が可能。
ビークスダガー
腰背部に懸架された対MS用接近戦武装。敵装甲の隙間に突き刺してねじり切ったり、高圧電流を流して無力化を狙う。

### ジン-F ジン-R
C.E.75年を舞台とする映画『機動戦士ガンダムSEED FREEDOM』に登場。ファウンデーション王国がザフトから安く購入した型落ち機で、機体色がブルーグレーに変更されている。
ZGMF/A-1018F ジン-F
ザフト所属時代とほぼ同じ仕様。名称のFは「ファウンデーション所属」を示す頭文字。全高と重量は通常のジンと同じ。
ZGMF-1017Q ジン-R
頭部と胸部パーツを交換した無人型。Rは「リモート」を意味する頭文字。全高：21.43m、重量76.16t。ブラックナイトスコード（ブラックナイツ）の主力機ブラックナイトスコード ルドラ1機につき3機ずつが割り当てられ、状況によって同じ無人型のディン-Rと交代することもある。